# Ti Chen
 Ti Chen  (3 de octubre de 1983) es un tenista profesional de Taiwán.

## Carrera
Su ranking más alto a nivel individual fue el puesto Nº 200, alcanzado el 13 de mayo de 2013. A nivel de dobles alcanzó el puesto Nº 119, el 28 de julio de 2014.
Participa principalmente en el circuito ATP Challenger Series y en los torneos ITF Futures.
Es parte del Equipo de Copa Davis de China Taipéi, disputando hasta el momento 27 encuentros contando encuentros de individuales y de dobles con un récord de 11-16.
En el año 2013 gana dos torneos challengers, el Challenger de Qarshi en Uzbekistán, en el mes de mayo, junto al español Guillermo Olaso derrotaron en la final a Jordan Kerr y Konstantin Kravchuk por 7–6(5), 7–5. En agosto el Challenger de Bangkok en Tailandia, con el taiwanés Liang-Chi Huang como pareja, vencieron a la pareja surcoreana formada por Suk-Young Jeong y Ji Sung Nam por  6-3, 6-2.
En 2014 ganó su cuarto título junto a su compatriota Hsien-yin Peng. En tierras chinas ganaron el título de dobles del Challenger de Nanchang derrotando en la final a la pareja formada por el australiano Jordan Kerr y el francés Fabrice Martin.

## Títulos; 4 (0 + 4)
| Leyenda                     | Individuales | Dobles |
| --------------------------- | ------------ | ------ |
| Grand Slam                  | 0            | 0      |
| ATP World Tour Finals       | 0            | 0      |
| ATP World Tour Másters 1000 | 0            | 0      |
| ATP World Tour 500 Series   | 0            | 0      |
| ATP World Tour 250 Series   | 0            | 0      |
| ATP Challenger Series       | 0            | 4      |

### Dobles
| No. | Fecha      | Torneo                  | Superficie | Pareja          | Rival en la final                  | Resultado       |
| --- | ---------- | ----------------------- | ---------- | --------------- | ---------------------------------- | --------------- |
| 1.  | 25.11.2007 | Challenger de Caloundra | Dura       | Jun Woong-sun   | Ivan Čerović Vjekoslav Skenderović | 6-2, 6-3        |
| 2.  | 12.05.2013 | Challenger de Qarshi    | Dura       | Guillermo Olaso | Jordan Kerr Konstantin Kravchuk    | 7-65, 7-5       |
| 3.  | 31.08.2013 | Challenger de Bangkok   | Dura       | Liang-Chi Huang | Suk-Young Jeong Ji Sung Nam        | 6-3, 6-2        |
| 4.  | 29.06.2014 | Challenger de Nanchang  | Dura       | Hsien-yin Peng  | Jordan Kerr Fabrice Martin         | 6-2, 3-6, 12-10 |